# バヤリース

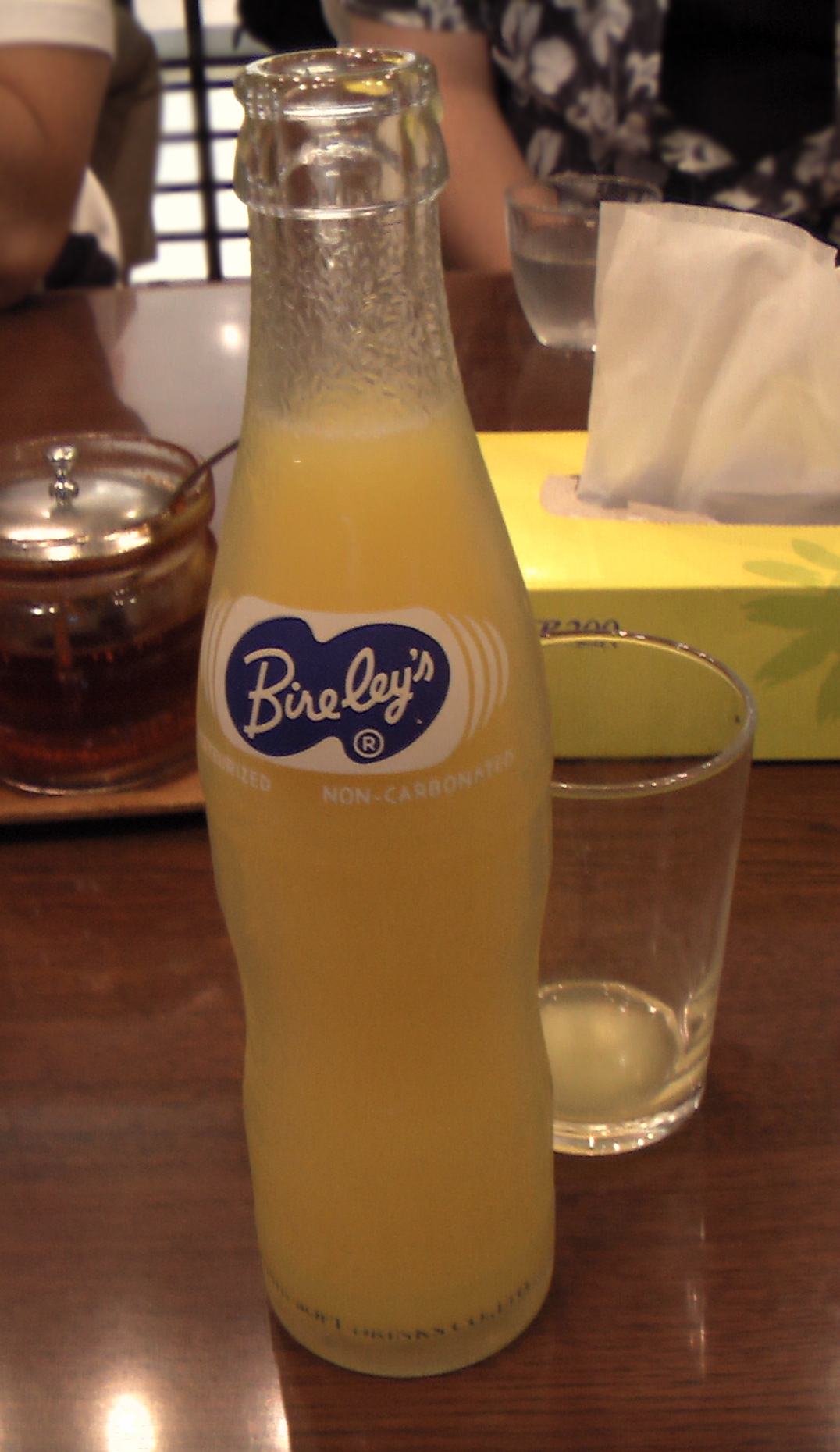
「バヤリースオレンジ」は、沖縄県を除く日本本土で販売されている

沖縄バヤリース製の「バヤリースオレンジ」（左側）と、アサヒ飲料製の「さらさら毎日おいしくトマト」（右側）の自動販売機におけるディスプレイ（2015年3月撮影）

バヤリース (Bireley's) は、清涼飲料水のブランドである。
1923年にフランク・W・バヤリーがアメリカ合衆国・カリフォルニア州に設立しフランク・W・バヤリー・カンパニー（Frank W. Bireley Company、後のバヤリース・インク(Bireley's Inc)）が製造を開始した。その後、アメリカ合衆国の市場からは姿を消したが、日本ではアサヒ飲料およびアサヒオリオン飲料が製造を続けているほか、2019年まではタイでイチタン社が製造していた。

## 日本における販売状況
1951年に発売し、2025年現在はアサヒ飲料のロングセラー商品である。
当初は「バャリースオレンヂ」と表記したが、1987年から「バヤリースオレンジ」と表記している。2015年から毎年秋季に、限定復刻版「バャリースオレンヂクラシック」を発売している。
マスコットキャラクターの「バヤ坊」は、1959年から1999年まで「バヤリース坊やオレンジ」、中断後2002年からリンゴを被る「バヤリース坊やアップル」が加わるも、やがて“オレンジ”のみになり2013年3月に中断後、2014年1月に“オレンジ”が復活した。
2016年1月にカルピス株式会社を吸収合併して果汁飲料「Welch's（ウェルチ）」がアサヒ飲料のブランドとなり併売されている。

### 沖縄
沖縄県は、アメリカ統治である1950年に「バヤリース・カリフォルニア・オレンジ（オキナワ）」が設立され製造を開始し沖縄県内の代理店を通じて販売された。その後同社は1960年に「アメリカンボトリング」に社名を変更している。沖縄ではより英語読みに近い「バーレース」とも呼ばれており、県産品のジュースが1本5セントであった時代に2倍にあたる10セントで販売される高級品であった。
アメリカンボトリングは1972年の沖縄の本土復帰に伴い廃業、その後元従業員らが沖縄バヤリースを設立し2014年まで製造販売を続けた。設備の老朽化や後継者不在を理由に同社が解散した2015年以降はアサヒオリオン飲料がレシピを引き継ぎ、県内限定商品として製造販売している。日本本土のバヤリースオレンジは「20%オレンジ果汁」だが、沖縄県地域は「10%オレンジ果汁」であり、色や風味は大きく異なる。バヤリースオレンジは販売地域が厳格に区分されていて、アサヒオリオン飲料製のバヤリースオレンジが沖縄県外で販売されることはない。しかしアサヒ飲料製のバヤリースブランド商品は沖縄バヤリースの解散前後から沖縄県でもディスカウントストアなどでスポット的に流通しており、またバヤリースオレンジ以外のアサヒオリオン飲料製バヤリースブランド商品も、2010年代以降は主に沖縄フェアなどの際に本土小売店にも移出販売されている。

## 歴史
果汁を絞った果汁飲料は存在していたが風味が低下して保存に適さなかった。19世紀後半にフランスの科学者ルイ・パスツールが「食品の微生物の活動で変質が発生されやすい」と研究結果を発表し、微生物の殺菌方法などが考案された。
バヤリースというブランドは、フランク・W・バヤリーがスタンフォード大学在学中に、仲間に絞りたてのオレンジジュースを売っていたことが起源となっている。このビジネスが大成功したため、バヤリーは大学を中退し、1923年にフランク・W・バヤリー社を設立した。当初の製品は「バヤリース・オレンジエード」(Bireley's Orangeade)と呼ばれ、ノース・ハリウッドの本社工場で製造された。その後、1937年にオークランドにボトリング工場を開設し、全米各地のボトラーとフランチャイズ契約を結んだ。
1938年、バヤリース社は、果汁の風味・香りを損なわないで長期間保存できる殺菌法を開発し、特許を取得した。これは、本社工場で自動的に果汁の搾汁・殺菌・濃縮を行って全米のボトラーに出荷し、ボトリング工場で還元し、砂糖で甘味を加えて販売するというものだった。炭酸が入っていないことを売り物にしていた。1942年には月産約5,800万本となり、バヤリーは「オレンジジュース王」と呼ばれるようになった。
バヤリース社は1943年にゼネラル・フーズ社に買収され、同社の一部門となったが、バヤリーはゼネラル・マネージャーとして留任した。新しい味の飲料が導入され、ブランドの国外展開も進んだ。1950年には、タイをはじめとするいくつかの国で「バヤリース・カリファルニア・オレンジ」(Bireley's California Orange)という名前で展開された。日本では、1951年からアサヒビール（現 アサヒ飲料）が製造を開始した（詳細は後述）。1950年代には、フィリピンをはじめとする多くの国で人気となった。タイでは、1950年代に「ダン・バヤリー」というギャングが有名になったことで、このブランドが一般的に知られるようになった。この名前は、彼の家に近くにバヤリースのボトリング工場があったことからつけられたものである。1997年には、ダン・バヤリーをモデルとした映画『ダン・バヤリーズ・アンド・ヤング・ギャングスターズ』(Dang Bireley's and Young Gangsters)が公開された。
1959年、ゼネラル・フーズ社はバヤリースの事業をシカゴの乳製品原料供給会社クリムコー(Krim-Ko)社に売却した。その後、数十年の間にアメリカのほとんどの市場からこのブランドは姿を消した。1990年代に入ると、当時TLCビアトリス社が所有していたバヤリースの国際展開は、（1980年にアサヒビールが商標権を取得した日本のほかは）タイでのみ行われるようになった。TLCベアトリス社は、2000年にバヤリース・カリファルニア・オレンジ（シンガポール）社の株式をポッカ・シンガポールに売却したが、ポッカ社は2003年に赤字続きのこの事業をタイの投資家に売却した。2010年、タイのグループは「サニーハーブ・インターナショナル・ビバレッジ」という名称で、日本を除く20か国のバヤリースの商標権を買い取った。2014年に、タイの飲料メーカーであるイチタンに17億8,000万バーツ（5,500万米ドル）で売却したが、同社はこの権利と、タイにおけるバヤリースの全ての事業および施設を買い取った。イチタン社は、低迷していたバヤリースブランドを復活させ、海外市場に再展開することを期待していたが、マーケティングに成功したのは当初だけで、その後は期待通りの成果を上げることができなかった。イチタン社のバヤリースの製造は2019年に廃止された。それから3年後の2022年、イチタンはバヤリースの製造・販売を再開した。

### 日本での歴史
第二次世界大戦（太平洋戦争）終結後、進駐軍とともにバヤリース飲料が日本にもたらされるが、当初は清涼飲料水営業取締規則（明治33年内務省令第30号）で市販できなかった。1949年に戦前からソーダ水「ウヰルキンソン タンサン」などを手がけたクリフォード・ウヰルキンソン・タンサン鉱泉が進駐軍向けに輸入を開始し、1950年にゼネラルフーヅと提携して日本国内の製造と販売権を取得した。ウヰルキンソンは原液をアメリカから輸入して兵庫県の宝塚工場でバャリース・オレンヂを生産し、進駐軍向けに供給した。
1951年に朝日麦酒がゼネラル・フーズとバャリース・オレンヂの一手販売契約を締結した。製造は引き続き、兵庫県西宮市のウヰルキンソンの工場で行われ、同時にウヰルキンソンも自社製品の販売を朝日麦酒に委託した。1952年から日本人向けに沖縄を除く全国で発売しヒット商品となる。当時はチクロなど人工甘味料の使用が清涼飲料水に認められていたが、バヤリースはこれらを一切使用しなかった。ガラス瓶が高級な印象で、「大人の酒席で子供の飲み物になるようなハレの飲み物」として重宝された。1953年に「3色の天然果汁飲料」として、グレープ（カリフォルニア産）、パインエード（ハワイ産）、オレンヂ（カリフォルニア産）と産出地を表記して発売した。
1959年に250ミリリットル (ml) 缶を発売し、マスコット「オレンヂ坊や」が登場する。
国内他社は、果汁入り・無果汁の清涼飲料水を「○○ジュース」と称して販売したが、英語圏のブランドであるバヤリースは「果汁100%使用でないとジュースとは呼べない」として「バヤリース・ジュース」と表現しなかった。1962年に「不当景品類及び不当表示防止法」が成立し、1968年に他社の100%果汁でない「ジュース」の表示が禁止された。バヤリースブランドの果汁100%ジュースは贈答用のみ存在する。
1980年に沖縄県以外の製造・販売・商標権をアサヒビールが取得し、1982年に自社生産を開始した。 「バヤリース」を手中に収めたアサヒビールは、新商品を次々と打ち出した。1987年に商品名を「バャリースオレンヂ」から「バヤリースオレンジ」に変更する。容器の多様化が進んだのもこのころであり、とりわけ300mlのPS（Plasti-Shield）瓶はコンビニエンスストアで採用されたことでブランド復活のきっかけとなったほか、「バャリース オレンヂ」は初の1.5Lペットボトル採用製品ということで市場で勢いを増した。また、これと前後してチルド事業にも進出し、アサヒグループホールディングスがチルド事業から撤退する2017年まで様々な商品が展開されたた。
1992年に、前年までの甘さが強く濃いオレンジの色合いから、柑橘性の強い黄色がかった色へと変更された。一方、沖縄バヤリースは変更せずに1950年代から現在まで同じ色と味の製品を提供している。
1996年にアサヒ飲料が販売元となる。このころは果汁飲料の市場が停滞していてバヤリースも苦戦しており、ブランド誕生45周年を目前に、アサヒ飲料は販売戦略の見直しを決めた。彼らは、当時果汁飲料の半数を占めていたオレンジジュースの引用実態調査を通じて、年代によって好みの濃度が異なることを突き止め、ラインナップの強化の一環として、3種類の濃度の「バヤリース オレンジ」を1996年に打ち出した。また、マスコット「オレンヂ坊や」を「バヤリース坊や」に変更した。
1997年に1732万ケースを販売するが、キリンビバレッジの「きりり」、日本コカコーラの「Qoo」、サントリーフーズの「なっちゃん」などのライバル製品の出現や、緑茶ブームに押され、2003年の時点での売り上げは710万ケースに落ち込んだ。特に本製品は低年齢層をメインターゲットに据えていたため、少子化の打撃も大きかった。1999年から2002年にパッケージを試行錯誤し、ペットボトルで青色パレット形にBireley'sと記されたロゴマークの青色を黄色にした例もみられた。また、価値創造の面においても試行錯誤が重ねられており、うち2002年には低年齢層に向け栄養強化をうたった「バヤリース ちびバヤオレンジ」と「バヤリース ちびバヤ アップル」が発売されたほか、2004年には「早旬果実」シリーズが世に送り出され、後者はのちに「新食感果汁感じる」シリーズへと発展した。高価格帯商品においては2000年に贈答品として果汁100％ジュースをまとめた「バヤリース プレミアムセット」が発売されたほか、果汁100％の「バヤリース まる搾りオレンジ 100」（2004年）も打ち出された。その後、100％果汁飲料市場の伸長を受け、2006年に「バヤリース ホテルブレックファースト」シリーズが生み出され、以降も「まる搾り」シリーズや「「バヤリース 和歌山みかん100」といった高価格帯商品が次々と世に送り出されていった。
2005年に「Mama's happy choice」を掲げて安全と信頼をうたい、パレットマークを強調する方針を定めた。その後、着色料の使用や、一時期使用していた合成甘味料を再び廃止するなど順次刷新し、2007年の販売数は約1400万ケースを記録した。
2009年1月に「バヤリースオレンジ」を改良し、オレンジ果汁・みかん果汁混合の「20%混合果汁入り飲料」からバレンシアオレンジ果汁のみ使用の「20%オレンジ果汁飲料」となった。いっぽう、「ホテルブレックファースト」シリーズのファミリーサイズは、常温で販売されやすい商品の性質や価格などから消費者に敬遠されていた。最終的にコンセプトが見直され、「朝手軽に飲める本格的な100％果汁飲料」として2009年9月にリニューアルを果たして以来、ロングセラー商品となった。他方、2008年に発売した｢バヤリース 感じるすりおろしりんご 缶280g｣が評判だったことから、同社は果肉入り飲料にニーズがあると考え、翌年には「｢バヤリース 果肉が入ったさらさらピーチ」を発売した。
2011年に、オリジナルのガラス瓶をモチーフにしたペットボトルを採用しパッケージを一新した。2012年ごろにはすでに「バヤリース パーラーズレシピ」というシリーズとして大人向け製品が売り出されていたが、翌2013年にはターゲット層をファミリーと大人に分けた戦略が取られ、ほろ苦さを売りとした「オレンジ ファインビター」や、当時市場が拡大しつつあったノンアルコール飲料のユーザーをターゲットとした「大人の林檎」などが世に送り出された。また、2015年には過去の味を再現した「オレンヂクラシック」が発売された。他方、健康志向の定着を受け、バヤリースは「さらさら毎日おいしくトマト」や「元気なりんご」のようにそれに応えた製品を展開していき、ブランドの発展につなげた。
その後、無糖・低糖飲料に人気が集まり、バヤリースをはじめとする低果汁飲料は不利に立たされていた。2017年のリニューアルに際し、バヤリースは果実感を強調する戦略をとったほか、4月には「バヤリース リフレッシャーズ」シリーズの第一弾として、ビタミンCとビタミンEを配合した「オレンジピール仕立てのアセロラ」を打ち出した。以降も、このシリーズでは「塩仕立てのピンクグレープフルーツ」や「 しょうが仕立てのレモネード」など、季節に合わせた栄養を付与した商品を展開した。2018年には親子3世代に最も親しまれている低果汁飲料ブランドとしての方針が打ち出された。ブランドの歴史や品質を明確にするため、、商品のラインナップをオレンジ中心に絞り込んだほか、パッケージデザインルールの統一も図られた。また、2018年かあら2020年にかけては期間限定品として「バャリース オレンヂクラシック」が展開された。
一方、沖縄バヤリースは、2014年12月30日に営業権をアサヒ飲料へ譲渡して解散した。沖縄県内向けの製造販売はアサヒ飲料子会社のアサヒオリオンカルピス飲料（現・アサヒオリオン飲料）が引き継いだ。また、引継ぎ後に発売された「石垣島パイン」はのちにふるさと納税の返礼品の一つとなった。
2023年10月、オレンジの産地で起きた病害ならびに天候不順により果汁が手に入りにくくなったため、「バヤリースオレンジ」の一部製品が販売休止に追い込まれた。また、これと前後して、（販売休止対象外であるはずの）リターナブル瓶200mlが終売したという誤情報が拡散される事態も起きていた。

## 商品ラインナップ

### 現行製品
| 商品名                                               | 発売年 | 備考 |
| ---------------------------------------------------- | --- | --- |
| オレンジ                                             | 1951年( 200ml瓶) | |
| オレンジ10                                           | | |
| オレンジ50                                           | 1996年 | |
| すきっとベジオレ                                     | 2022年7月12日 | |
| すっきり1日分のマルチビタミン                        | | 2022年4月のリニューアルの時点では350g缶として発売されていた。 |
| アップル                                             | - 1987年（350g缶） - 1992年（350ml瓶） - 2001年3月（250ml紙パックと1.5Lペットボトル） - 2005年2月（1.5Lペットボトル） 2009年4月（250ml紙パック、1.5Lペットボトル、500mlペットボトル） - 2011年4月（300gボトル缶） - 2012年5月8日（280mlペットボトル） | 2011年4月のリニューアルでは、500mlペットボトルが450mlに減容されたほか、250ml紙パックが300gボトル缶に置き換えられた。 2016年4月改良時に450mlペットボトルを430mlに減容するとともに、「オレンジ リターナブル瓶」をイメージした形状とし、パレットマークのエンボス加工を施した新型ボトルを採用した。2019年2月改良時に430mlペットボトルが夏季限定となっていた凍結対応仕様を通年化した。 |
| すっきりオレンジ                                     | 2016年4月12日（245g缶・350g缶） | 従来発売されていた「バヤリース オレンジ」缶のリニューアル品。2016年4月の改良によりペットボトルのみのラインナップとなった「バヤリース オレンジ」とは異なる製品設計である。 |
| さらさら毎日おいしくトマト                           | 2013年4月2日(350g缶、250ml紙パック、350mlペットボトル) | 旧称は｢さらさらトマト｣ 濃縮トマト果汁とトマトジュースをブレンドし、レモンを加えたトマト果汁飲料（トマト果汁90%使用）。発売当初は250ml紙パック、350mlペットボトルも発売されていたが、現在は350g缶のみ。 |
| とろけるモモ                                         | - 2004年1月28日 - 2006年11月29日(1L紙パック) - 2008年2月19日（900mlペットボトル） - 2014年5月6日（280gボトル缶） | 発売当初は「早旬果実 とろけるモモ」として発売し、500mlペットボトルのみの設定だった（後に250ml紙パックと280g缶に再編）。 2007年3月のリニューアル時に「新食感果実 とろけるモモ」に改名されていた。 |
| とろけるマンゴー                                     | 2004年3月24日発売（500ml） 2008年2月19日（900mlペットボトル） | 500mlペットボトル製品「早旬果実 とろけるマンゴー」として2004年に発売。2005年3月の包装体系見直しにより、250ml紙パックと280g缶の2種となった。2006年11月29日からは関東・中部・近畿地区限定で1L紙パック、にも発売されていた。 |
| とろけるフルーツミックス                             | 2014年3月18日（250ml紙パック） | |
| あらごし食感オレンジ                                 | | 280mlボトル缶 |
| 朝のアクティブオレンジ                               | 2019年7月2日発売（320mlPET） | |
| バヤリース 大人のマンゴー ～オレンジピールを添えて～ | 2024年（450mlペットボトル） | |

| 商品名                                         | 初出年                           | 備考 |
| ---------------------------------------------- | -------------------------------- | --- |
| ホテルブレックファースト オレンジブレンド100   | 2007年4月3日（1.5Lペットボトル） | |
| ホテルブレックファースト オレンジ100           |                                  | 発売当初は「オレンジ100」として発売されていたが、2007年4月3日のリニューアルに伴い改名。 発売当初は200ml紙パックと1.5Lペットボトルが設定されていたが現在は200ml紙パックのみ。2015年9月1日にリニューアル。           |
| ホテルブレックファースト アップル100           |                                  | 発売当初は「アップル100」という製品名で、200ml紙パック、1.5Lペットボトル製品として発売された。2007年4月3日のリニューアルに伴い改名。2015年9月1日に250ml紙パックのみ改良。2018年10月2日に1.5Lペットボトルのみ改良。 |
| ホテルブレックファースト グレープ100           | 2005年5月18日(200ml紙パック)     | 2005年5月18日の発売当初は「グレープ100」という名称だった。2007年4月のリニューアルに伴い改名。 |
| ホテルブレックファースト フルーツ5 100         |                                  | 200ml紙パック飲料。 発売当初は「フルーツ5」として発売。2007年4月3日のリニューアルに伴い改名。 |
| ホテルブレックファースト トロピカルミックス100 | 2015年9月1日（200ml紙パック）    | |

| 商品名                                                             | 初出年 | 備考                                                  |
| ------------------------------------------------------------------ | --- | ----------------------------------------------------- |
| 沖縄バヤリース オレンジ                                            | | 350g缶/500mlPET/1.5LPET                               |
| 沖縄バヤリース シークヮサー入り四季柑100%                          | | 500mlPET製品。                                        |
| 沖縄バヤリース 南国シリーズ グァバ/マンゴー/沖縄県産シークヮーサー | 500mlPET製品。元々は「バヤリース」ブランドとは無関係の製品群だったが、2017年4月4日にオレンジ・パインに準じたパッケージデザインに変更し「バヤリース」ブランド入りした。 |                                                       |
| 沖縄バヤリース 石垣島パイン                                        | 2019年6月（500mlPET） | 2023年5月、原材料の都合により一時期販売休止していた。 |

### 製造終了製品
期間限定製品も含む。
| 商品名                                             | 販売時期 | 備考 |
| -------------------------------------------------- | --- | --- |
| オレンヂ つぶつぶ                                  | 1981年5月 | |
| グレープフルーツ                                   | - 1982年（250ml缶） - 1983年にSパック 200g - 1985年に1.5Lペットボトル - 2001年3月12日（250ml紙パックと1.5Lペットボトル）                                                                            | 発売当初は「バャリース グレープフルーツ」の商品名で250ml缶のみの設定。1983年にSパック 200gを、1985年に1.5Lペットボトルを順次発売した。2001年3月の再発売時に250ml紙パックと1.5Lペットボトルの2サイズとなった。 |
| グレープ                                           | 1982年（250ml缶） 2011年9月6日 | |
| フルーツミックス                                   | 1985年（1.5Lペットボトル） | |
| オレンヂ100                                        | - 1986年発売(190g缶/200ml紙パック) - 1987年発売(900mlペットボトル) - 1988年発売(180ml瓶)） | のちにホテルブレックファーストシリーズとして発売された。 |
| アップル100                                        | - 1986年発売(190g缶/200ml紙パック) - 1987年発売(900mlペットボトル) - 1988年発売(180ml瓶)） | のちにホテルブレックファーストシリーズとして発売された。 |
| グレープフルーツ100                                | 1986年（190g缶/200ml紙パック） | |
| グレープアップル100                                | - 1986年(190g缶/200ml紙パック) - 1987年発売(900mlペットボトル) | |
| ゴールデンアップル                                 | 1986年 | |
| フルーツミックス100                                | 1987年発売 | |
| グレープ100                                        | 1988年（180ml瓶） | |
| パインアップル                                     | 1988年 | |
| ハニー&レモン                                      | 1989年 | |
| ハチレモ                                           | 1990年 | |
| さくさくりんご                                     | 1993年発売 | キューブ上のリンゴを配合した製品。 |
| ぷっちんオレンジ                                   | 1993年発売 | ミカンの粒を配合した製品 |
| パピプペポンチ                                     | 1993年発売 | 4種類のフルーツを使用。 |
| りんご こりんご ここりんご                         | 1994年発売 | リンゴ果汁・すりおろしリンゴ・角切りリンゴを配合。 |
| オレンジクリア                                     | 1995年 | |
| SALATOMA（さらっとトマト）                         | 1995年（340g缶） | トマト果汁90%使用。 |
| ピーチ                                             | - 1997年 - 2011年1月11日 - 2014年4月29日 | |
| ピーチブレンド                                     | 1998年11月6日 | ピーチ果汁を中心に数種類のフルーツをブレンド |
| ストロベリーブレンド                               | 1998年 | |
| さらさら野菜<スープ仕立て>                         | 1998年 | |
| マスカット                                         | - 1998年8月24日（350g缶、500mlペットボトル） - 2002年7月10日 - 2009年6月30日発売(500mlペット・1.5Lペット) - 2009年7月7日発売(250ml紙パック) - 2010年10月26日（500mlペットボトルと1.5Lペットボトル） | 当初は350g缶のみの設定だったが、2002年7月の再発売時に500mlペットボトルと1.5Lペットボトルの2種となり、2009年7月に250ml紙パックを追加して3種となっていたが、2010年10月の3度目の再発売時に再び500mlペットボトルと1.5Lペットボトルの2種のみとなる。 |
| オレンジ カロリーオフ                              | 1999年 | |
| ピージー                                           | 1999年 | ピーチ果汁とブドウ果汁をブレンド |
| アップル&クランベリー100                           | 2000年6月1日 | ギフト向け製品で、クランベリー、リンゴ、ホワイトグレープ果汁が配合されている。 |
| チキチキブレンド                                   | 2000年 | |
| 純水仕立て 洋なしと桃                              | 2000年8月21日 | |
| レモン&アロエ                                      | 2000年11月27日 | レモン果汁にキダチアロエエキスを配合 |
| オレンジフルオレンジ                               | 2001年2月13日 | オレンジ果汁30%を配合 |
| マウンテンピーチ                                   | 2001年8月29日 | 山桃果汁を配合 |
| ユズレモン                                         | 2001年11月14日～12月31日 | |
| オレンジ クラシックテイスト                        | 2002年5月22日～2022年8月末 | 発売当時の味わいを再現した期間限定品。 |
| ちびバヤ オレンジ                                  | 2002年11月20日 | 低年齢層向けの栄養機能食品で、ビタミンCが含まれている。 |
| ちびバヤ アップル                                  | 2002年11月20日 | 低年齢層向けの栄養機能食品で、ビタミンCが含まれている。 |
| ひんやりとろけるパイン                             | - 2004年 - 2006年7月26日 | 元々は「早旬果実 ひんやりとろけるパイン」という製品名であり、「早旬果実」シリーズ第3弾という位置づけだった。2006年7月のリニューアルにより改名。 |
| 新食感果実 とろけるバナナ                          | 2004年8月11日 | 元々は「早旬果実 とろけるバナナ」の製品名という製品名であり、「早旬果実」シリーズ第4弾という位置づけだった。2007年3月のリニューアルにより改名。 |
| まる搾りオレンジ100                                | - 2004年6月23日 - 2008年3月4日 | 100%オレンジジュース。発売当初は米フロリダ州政府柑橘局認定オレンジを使用した500mlペットボトルのみの設定で、メーカー希望小売価格160円（税抜）の高価格帯品でもあった。2008年3月の再発売時に大容量化して900mlペットボトルとなった。 |
| とろけるレモン ホット                              | - 2004年9月22日(300gボトル缶) - 2004年10月6日(275mlペットボトル) | ホット対応製品 |
| まる搾りグレープ100                                | 2004年10月20日 | ブラジル産コンコード種とアメリカ産白ぶどうをブレンドした100%グレープジュース。 |
| 早旬果実 とろける洋ナシ                            | 2005年3月16日 | |
| ニューシーズンオレンジ100                          | 2005年3月23日 | 収穫時期が新しいオレンジを使用した100%オレンジジュース。 |
| 早旬果実 カラダにやさしくとろけるリンゴ            | 2005年6月22日 | |
| オレンジ&マンゴー                                  | 2006年5月3日 | |
| ほっとカシス                                       | 2006年11月8日 | ホット対応製品 |
| とろけるマンゴー 贅沢仕立て                        | 2007年1月31日 | |
| とろけるフルーツミックス ストロベリーブレンド      | 2007年3月21日 | |
| 濃熟 白桃100                                       | 2007年3月21日（125ml紙パック） | |
| 濃熟 マンゴー100                                   | 2007年3月21日（125ml紙パック） | |
| 感じるマンゴー                                     | 2007年5月22日（410gボトル缶） | 発売当初の製品名は「新食感果汁 感じるマンゴー」であり、ナタデココが含まれていた。2009年3月に「感じるマンゴー」としてリニューアルされた。 |
| 新食感果汁 とろけるグァバ                          | 2007年6月5日（250ml紙パック） | |
| 冷凍パイン                                         | 2007年6月26日 | 「バヤリース」初の冷凍対応製品であり、期間限定品でもある。 |
| 新食感果汁 感じるみかん                            | 2007年8月28日（410gボトル缶） | 「感じる」シリーズ第2弾 |
| 新食感果汁 感じるりんご                            | 2007年11月13日（410gボトル缶） | 「感じる」シリーズ第３弾 |
| とろけるマンゴープレミアム                         | 2007年12月18日（350mlペットボトル） | 10万ケースの数量限定発売。 |
| とろける白桃プレミアム                             | 2008年1月22日（350mlペットボトル） | 10万ケースの数量限定発売。 |
| 和歌山みかん100                                    | 2008年3月4日（900mlペットボトル） | ファミリー向けのプレミアム商品。 |
| 青森りんご100                                      | 2008年3月4日（900mlペットボトル） | ファミリー向けのプレミアム商品。 |
| まる搾りグレープフルーツ100                        | 2008年3月4日（900mlペットボトル） | ファミリー向けのプレミアム商品。 |
| 感じるモモ                                         | - 2008年5月20日（410gボトル缶） | 「感じる」シリーズの1つ。 |
| はちみつレモン                                     | 2008年5月27日（350g缶） | |
| 感じるパイン                                       | 2008年7月8日（410gボトル缶） | |
| 贅沢オレンジ100                                    | 2008年8月19日（350mlペットボトル） | 完熟度20以上のベリーズ産完熟オレンジを使用 |
| 感じるすりおろしりんご                             | 2008年8月26日（280g缶） | |
| とろける濃マンゴープレミアム                       | 2008年9月16日（350mlペットボトル） | 20万ケースの数量限定発売。 |
| あったか梅                                         | 2008年12月2日 | ホット専用。当初は275ml加温ペットボトルだったが、2009年10月のリニューアルで300mlボトル缶になった。 |
| マンゴー                                           | - 2009年1月13日 - 2010年4月6日 | |
| とろける美白桃プレミアム                           | 2009年1月20日（350mlペットボトル） | 10万ケースの数量限定発売。 |
| もっと感じるモモ                                   | 2009年3月10日（400gボトル缶） | |
| 感じるトロピカルキッス                             | 2009年7月7日（410gボトル缶） | |
| 果肉が入ったさらさらピーチ                         | 2009年9月8日（280g缶） | 果肉入りバヤリース第2弾 |
| カラダよろこぶ りんごともも                        | 2009年9月8日（400gボトル缶） | |
| フルーツカーニバル                                 | 2009年10月27日 | ブドウ・ミカン・リンゴ・もも果汁を配合したミックスジュース |
| つぶリッチ オレンジ                                | 2010年5月4日（365gペットボトル） | |
| 冷んやりとろけるモモ                               | 2010年6月8日 | |
| つぶリッチ レモン                                  | 2010年7月20日（355gペットボトル） | |
| ザ・ハーフ オレンジ                                | 2010年8月31日 | オレンジに比べて、オレンジ果汁を2倍使用し、砂糖を不使用化することでカロリー50%オフを実現した製品。 |
| つぶリッチ グレープフルーツ                        | 2010年9月7日（400gボトル缶） | |
| 満足バナナ                                         | 2010年10月26日（345mlペットボトル） | |
| 午後のくつろぎマンゴー ミルク仕立て                | 2011年1月4日 | |
| つぶリッチ はちみつレモン                          | 2011年1月25日（410gボトル缶） | |
| とろけるパイン                                     | 2011年2月22日（250ml紙パック） | |
| ロッソ オレンジ&フルーティトマト                   | 2011年5月24日 | |
| ゴクッと果実グレフル&レモン純水仕上げ              | 2011年7月26日 | |
| オレンジスパークリング                             | 2011年8月30日発売 | 分類上は「30%オレンジ果汁入り飲料（炭酸ガス入り）」に属する。 |
| ビューティー クランベリー&グレープ アサイー入り    | 2011年9月6日（200ml紙パック） | |
| デミタスフルーツ グレフルショット                  | 2011年10月18日（190gボトル缶） | 当初は2011年5月3日に発売する予定だったが、東日本大震災の影響で5ヶ月半遅れの発売となった。 |
| デミタスフルーツ グレープチャージ                  | 2011年10月18日（190gボトル缶） | 当初は2011年5月3日に発売する予定だったが、東日本大震災の影響で5ヶ月半遅れの発売となった。 |
| ロッソ ぷるぷるジュレ アップル&フルーティトマト    | 2011年11月1日（355gペットボトル） | |
| ほっとオレンジ                                     | 2011年11月1日発売 | ホット専用 |
| ハッピーミックス ヨーグルトテイスト                | 2011年11月29日 | |
| デミタスフルーツ 朝のバナナシュート                | 2011年12月6日（190gボトル缶） | |
| オレンジスパークリング カシス                      | 2011年12月13日 | |
| パーラーズレシピ 大人のいちごミルク                | 2012年1月3日（400gボトル缶） | パーラーズレシピ第1弾 |
| リッチスパークリング オレンジ                      | 2012年3月6日 | 微炭酸飲料 |
| モーニングダブル ブラッドオレンジ&フルーティトマト | 2012年3月20日 | |
| 気分晴々グレープフルーツ                           | 2012年4月3日 | |
| パーラーズレシピ ザ・レモネード                    | 2012年4月10日 | |
| パーラーズレシピ 南高梅シロップの純水割り仕立て    | 2012年5月29日 | 南高梅シロップとリンゴ果汁、はちみつを配合 |
| 元気なパイン                                       | 2012年6月26日 | |
| しみわたる果実                                     | 2012年7月31日 | |
| パーラーズレシピ 大人のフルーツオレ                | 2012年9月4日（410gボトル缶） | |
| ごちそうグレープ                                   | 2012年9月25日 | |
| パーラーズレシピ 大人のピーチネクター              | 2012年11月20日（400gボトル缶） | 「バヤリース パーラーズレシピ」シリーズの第5弾 |
| スマイルミックス                                   | 2012年12月4日 | フルーツポンチをモチーフとしたジュースで、オレンジ、アップル、グレープの3種類の果汁にグレープフルーツを配合した。 |
| 幸梅（さちうめ）                                   | 2013年1月15日（400gボトル缶） | |
| オレンジ ファインビター                            | 2013年2月19日 | |
| ひんやりパイン                                     | 2013年6月25日 | |
| 楽（たのし）レモン                                 | 2013年7月23日（400gボトル缶） | レモンとパッションフルーツ果汁を配合 |
| 手摘み果実のフルーツオレ                           | 2013年9月3日（400gボトル缶） | |
| まんぞくぶどう                                     | 2013年9月3日（450mlペット、1.5Lペット） | |
| さらさら毎日 元気なりんご                          | 2013年10月15日 | りんご酢入り |
| 小粋なチョコバナナ                                 | 2013年11月5日(190g缶および190gボトル缶) | チョコバナナをモチーフとした飲料で、バナナ果汁10％が使用されている。 |
| 大人の林檎                                         | 2013年11月19日 | |
| わくわくフルーツポンチ                             | 2013年12月3日 | |
| ディープリッチ オレンジ                            | 2014年2月18日（400gボトル缶） | |
| 青ゆずレモン                                       | 2014年5月6日 | |
| ブラジリアンオレンジヌーボー                       | 2014年5月27日(400gボトル缶) | |
| クールオレンジ                                     | 2014年5月20日発売 | アサヒフードアンドヘルスケアが発売している「ミンティア」とコラボレーションした製品で、ミントフレーバーが追加されている。ローソン限定発売。 |
| こだわり果実のシークヮーサー                       | 2014年7月15日 | 夏季限定品。 |
| 午後のフルーツミックス                             | 2014年9月2日（400gボトル缶） | バナナピューレと、リンゴ・ブドウの果汁に、練乳を配合したヨーグルト風味の飲料。 |
| ふんわり香るマスカット                             | 2014年9月23日 | |
| もっと果実なバヤリース マンゴー                    | 2015年2月10日（400gボトル缶） | マンゴー果汁28%配合 |
| 白桃ダブル                                         | 2015年2月17日 | |
| グリーンバヤリース 青ゆずレモン                    | 2015年4月7日 | 2016年4月改良時に、1日分のナイアシンとビタミンB6を追加。併せて、450mlペットボトルは430mlに減容するとともに「オレンジ」や「アップル」と同じ新型ボトルを採用。 |
| フローズンオレンジ                                 | 2015年5月5日 | 冷凍対応製品 |
| アイスパイン                                       | 2015年5月26日 | |
| もっと果実なバヤリース もも                        | 2015年6月16日（400gボトル缶） | |
| グリーンバヤリース シークヮサー                    | 2015年6月30日（500mlペットボトル） | 10%混合果汁入り飲料（炭酸ガス入り） |
| 完熟レッドグレープフルーツ                         | 2015年7月14日 | |
| 手摘み果実のこだわりオレ                           | 2015年9月1日（400gボトル缶） | |
| 果実とろけるバヤリース 洋梨                        | 2015年9月22日（400gボトル缶） | |
| オレンヂクラシック                                 | - 2015年10月20日 - 2016年10月25日 - 2018年9月11日 - 2019年9月24日 - 2020年9月22日 | 過去の「バヤリース オレンジ」の復刻版で、期間限定品としての一面もある。 2016年10月に再発売された際は1970年代の味わいを復刻したものとなり、従来の「バヤリース オレンジ クラシック」から発売当時と同じ表記を用いた「バャリース オレンヂクラシック」に改名された。 2018年9月の再発売時はパッケージデザインを変更し、外装カートンをハロウィンデザインとした。2019年9月の再発売時は内容量を500gに増量してボトル缶となり、裏面には4種類のデザインが採用された。 2020年発売時はハロウィンモチーフの3種類のパッケージがあしらわれており、横並びにすることで一つの絵として成立する仕掛けが施された。 |
| グリーンバヤリース ライム&グレープフルーツ         | 2015年11月17日 | |
| 冬のこくレモン                                     | 2015年11月24日 | |
| バヤリースオレンジから作ったフルーツミックス       | 2016年4月5日（400gボトル缶） | フルーツミックス飲料。近畿地区限定品。 |
| グリーンバヤリース キーライム クエン酸PLUS         | 2016年6月28日 | |
| パーティーアップル                                 | 2016年9月6日 | 期間限定品 |
| グリーンバヤリース 早摘みアセロラ&レモン           | 2016年9月27日 | |
| リフレッシャーズ オレンジピール仕立てのアセロラ    | 2017年4月18日発売 | 「バヤリース リフレッシャーズ」シリーズの第一弾 |
| リフレッシャーズ 塩仕立てのピンクグレープフルーツ  | 2017年6月13日発売 | 熱中症対策飲料 |
| リフレッシャーズ しょうが仕立てのレモネード        | 2017年10月17日 | 「バヤリース リフレッシャーズ」シリーズの第三弾 |
| スポーツオレンジ                                   | 2019年4月23日（490mlペットボトル） | 熱中症対策飲料で、凍結対応のペットボトルが容器として用いられている。 |
| プレミアムセレクション オレンジ100                 | | 280g缶製品として発売 |
| プレミアムセレクション ふじりんご100               | | 280g缶製品として発売 |
| バャリース オレンヂクラシックスパークリング        | 2021年9月14日 | |
| 大人のピールレモン                                 | 2023年8月15日 | |

| 商品名                             | 販売時期                                           | 備考                                    |
| ---------------------------------- | -------------------------------------------------- | --------------------------------------- |
| ふるたびとろける果実 レモン        | 2006年8月9日                                       |                                         |
| とろけるぶどうゼリー               | 2006年10月18日（270g缶）                           |                                         |
| ふって感じるとろけるゼリーぶどう   | - 2009年3月3日(270g缶) - 2009年4月28日(350gペット) |                                         |
| ふって感じるとろけるゼリーオレンジ | 2009年6月30日（270g缶）                            | ふって感じるとろけるゼリーシリーズ第2弾 |

| 商品名                                 | 初出年        | 容量     | 備考 |
| -------------------------------------- | ------------- | -------- | ---- |
| 沖縄バヤリース オレンジ 糖類33％カット | 2018年3月27日 | 500mlPET |      |
| 沖縄バヤリース パイン                  |               | 500mlPET |      |
| 沖縄バヤリース 沖縄シークヮーサー100   |               | 350mlPET |      |

## 広報
朝日麦酒（のちのアサヒビール）が早い段階からテレビやラジオを積極的に活用していたこともあり、『チャッカリ夫人とウッカリ夫人』といった同社がスポンサーを務めた番組にバヤリースが出てくることもあったほか、テレビドラマ『ララミー牧場』では、番組のキャラクターを採用したCMが放送された。また、1959年にマスコットキャラクター・オレンジ坊やが登場したときは、これに関連したCMも展開された。
キャンペーンも早い段階で行っており、たとえば1952年には映画『風と共に去りぬ』のタイアップとして王冠を持参すると鑑賞料が割引となるキャンペーンが展開された。
1980年に沖縄県以外の製造・販売・商標権をアサヒビールが取得した後は、日本国外のタレントによるカリフォルニアをイメージしたテレビCMが展開されたほか、ドラえもんといった人気キャラクターによる販促活動も行われた。
1996年のリニューアルに際しては、「オレンヂ坊や」から、より立体的なデザインの「バヤリース坊や」（バヤ坊）に切り替わった。一度はうまくいったものの、再び売り上げが落ちたため、その後鈴木あみや今井絵理子といった中高生に人気のタレントの起用や、試飲会の開催などで巻き返しを図った。
2006年には子どもや主婦層向けのCMとして、伊藤淳史が「おおブレネリ」のメロディに合わせて歌って踊るCMが放送された。2011年に放送されたテレビCMM「60周年の新提案」編では、世代を超えて愛されるこだわりを表現するため、仲代達矢と戸田恵梨香が起用されており、のちに戸田は2012年に放送されたテレビ CM「バヤリースずっとみんな」編にも登場している。
21世紀においても漫画やゲームとのコラボレーションが行われた例もあり、たとえば2012年にはセブンイレブンでバヤリースの製品を購入すると、ゲーム『モンスターハンター』に登場するアイルー、メラルー、プーギーをあしらったグッズがもらえるキャンペーンが展開されていた。

### 広報（沖縄バヤリース）
沖縄バヤリースにおいては県内のミュージシャンが起用されることもあり、たとえば2016年に放送された「バヤガール篇」ではORANGE RANGEの楽曲「センチメンタル」が採用された。